# Strade provinciali della città metropolitana di Milano
Al 21 settembre 2015 la città metropolitana di Milano gestisce 718 km di strade provinciali.

## Elenco
Questo è un elenco delle strade provinciali presenti sul territorio della città metropolitana di Milano:
| Strada                | Denominazione                                                         |
| --------------------- | --------------------------------------------------------------------- |
| SP 2                  | Monza - Trezzo sull'Adda                                              |
| SP 4b                 | Cassano - Fara d'Adda                                                 |
| SP 4c                 | Cassano - Rivolta d'Adda                                              |
| SP 5                  | Villa di Monza                                                        |
| SP 5 dir              | Villa di Monza, dir.                                                  |
| SP 10                 | traversa di Mombello                                                  |
| SP 10 dir             | per Introini                                                          |
| SP 12                 | Inveruno - Legnano                                                    |
| SP 13                 | Monza - Melzo                                                         |
| SP 13 var             | variante della cascina Castiona                                       |
| SP 14                 | Rivoltana                                                             |
| SP 15 bis             | Paullese, circonvallazione Idroscalo                                  |
| SP 16                 | traversa di Paullo                                                    |
| SP 17                 | Melegnano - confine lodigiano                                         |
| SP 19                 | San Colombano - confine lodigiano                                     |
| SP 23                 | San Colombano - confine pavese                                        |
| SP 28                 | Vigentina                                                             |
| SP 28 dir             | Vigentina, diramazione                                                |
| SP 30                 | Binasco - Vermezzo                                                    |
| SP 31                 | Magenta - Castano Primo                                               |
| SP 31 dir             | diramazione per Casone                                                |
| SP 31 var             | variante di Marcallo                                                  |
| SP 32                 | Castano Primo - Cascina Tornavento                                    |
| SP 33                 | Coazzano - Motta Visconti                                             |
| SP 33 circ            | Coazzano - Motta Visconti, circ.                                      |
| SP 34                 | di Turbigo                                                            |
| SP 34 dir             | di Turbigo, variante di Castano Primo                                 |
| SP 38                 | Rosate - Gaggiano                                                     |
| SP 39                 | della Cerca                                                           |
| SP 39 dir             | della Cerca, dir.                                                     |
| SP 40                 | Binasco - Melegnano                                                   |
| SP 50                 | Besate - confine pavese                                               |
| SP 52                 | Ozzero - Soria vecchia                                                |
| SP 54                 | Gudo Visconti - Gaggiano                                              |
| SP 54 dir             | Gudo Visconti - Gaggiano, dir.                                        |
| SP 58                 | Sesto San Giovanni - Usmate                                           |
| SP 59                 | Corsico - Gaggiano                                                    |
| SP 101                | Rho - Saronno                                                         |
| SP103                 | Cassanese moderna                                                     |
| SP 103 dir            | diramazione per Inzago e Cassano                                      |
| SP 104                | Truccazzano - Trezzo sull'Adda                                        |
| SP 105                | Badile - Lacchiarella                                                 |
| SP 109                | Busto Garolfo - Lainate                                               |
| SP 109 dir. Casorezzo | Busto Garolfo - Lainate, dir. per Casorezzo                           |
| SP 109 dir. Pogliano  | Busto Garolfo - Lainate, dir. per Pogliano                            |
| SP 113                | Monza - Cernusco sul Naviglio                                         |
| SP 114                | Baggio - Castelletto                                                  |
| SP 117                | Robecco - Bienate                                                     |
| SP 117 var            | variante di Boffalora sopra Ticino                                    |
| SP 119                | Garbagnate - Nova Milanese                                            |
| SP 119 var            | Garbagnate - Nova Milanese, var. di Garbagnate                        |
| SP 119 var B          | variante Luraghi                                                      |
| SP 119 dir            | diramazione per Bollate                                               |
| SP 120                | Sesto San Giovanni - Bornago                                          |
| SP 121                | Pobbiano - Cavenago                                                   |
| SP 121 dir            | diramazione della cascina Malpaga                                     |
| SP 121 dir B          | diramazione della Cascina Castelletto                                 |
| SP 122                | Rozzano - Pieve Emanuele                                              |
| SP 127                | Cuggiono - Robecchetto                                                |
| SP 128                | Magenta - Dairago                                                     |
| SP 128 dir            | diramazione per Ossona                                                |
| SP 129                | Inveruno - Villa Cortese                                              |
| SP 130                | San Pietro all'Olmo - Rho                                             |
| SP 130 var            | San Pietro all'Olmo - Rho, variante                                   |
| SP 133                | Bollate - Lazzate                                                     |
| SP 133 var            | Bollate - Lazzate, var. di Solaro                                     |
| SP 137                | Truccazzano - Villa Fornaci                                           |
| SP 138                | Pandina, diramazione per Vizzolo                                      |
| SP 139                | Trezzano sul Naviglio - Zibido San Giacomo                            |
| SP 139 dir            | Trezzano sul Naviglio - Zibido San Giacomo, dir.                      |
| SP 146                | Turbigo - Nosate                                                      |
| SP 147                | Corbetta - Villapia                                                   |
| SP 148                | Vanzaghello - Rescaldina                                              |
| SP 149                | Casorezzo - Parabiago                                                 |
| SP 151                | Cinisello Balsamo - Desio                                             |
| SP 153                | Mazzo - Ospiate                                                       |
| SP 157                | Mediglia - San Giuliano                                               |
| SP 158                | Tribiano - Paullo                                                     |
| SP 159                | Dresano - Bettola di Peschiera                                        |
| SP 159 var            | variante della Cascina Belpensiero                                    |
| SP 160                | Mirazzano - Vimodrone                                                 |
| SP 161                | Paullo - Vignate                                                      |
| SP 161 dir            | diramazione della Cascina Contino                                     |
| SP 162                | Gaggiano - San Pietro all'Olmo                                        |
| SP 163                | Rosate - Binasco                                                      |
| SP 163 dir Monterosso | Rosate - Binasco, dir. Monterosso                                     |
| SP 163 dir Bubbiano   | Rosate - Binasco, dir. Bubbiano                                       |
| SP 164                | Locate Triulzi - San Giuliano                                         |
| SP 165                | Melegnano - confine Landriano                                         |
| SP 170                | Bernate Ticino - Ossona                                               |
| SP 170 dir            | Bernate Ticino - Ossona, dir.                                         |
| SP 171                | Inveruno - Nerviano                                                   |
| SP 172                | Baggio - Nerviano                                                     |
| SP 172 dir            | Baggio - Nerviano, var.                                               |
| SP 175                | Bollate - Mombello                                                    |
| SP 176                | Gessate - Bellusco                                                    |
| SP 176 var            | variante della Cascina Orombella                                      |
| SP 179                | Villa Fornaci - Trezzo sull'Adda                                      |
| SP 180                | Pozzuolo Martesana - Trezzano Rosa                                    |
| SP 180 dir            | Pozzuolo Martesana - Trezzano Rosa, dir.                              |
| SP 181                | traversa di Cavaione                                                  |
| SP 182                | Pantigliate - Rodano                                                  |
| SP 182 dir            | Pantigliate - Rodano, dir.                                            |
| SP 183                | Abbiategrasso - Ozzero - Gudo Visconti                                |
| SP 184                | Corsico - Rozzano                                                     |
| SP 184 dir Buccinasco | Corsico - Rozzano, dir. Buccinasco                                    |
| SP 197                | Abbiategrasso - Santo Stefano Ticino                                  |
| SP 197 dir            | Abbiategrasso - Santo Stefano Ticino, dir. da Cassinetta di Lugagnano |
| SP 198                | Buscate - Cerro Maggiore                                              |
| SP 199                | Cormano - Sesto San Giovanni                                          |
| SP 199 dir            | Cormano - Sesto San Giovanni, dir.                                    |
| SP 201                | confine lodigiano - Truccazzano                                       |
| SP 203                | Gaggiano - Binasco                                                    |
| SP 203 dir            | Gaggiano - Binasco, dir.                                              |
| SP 203 circ           | Gaggiano - Binasco, circ.                                             |
| SP 204                | San Zenone - via Emilia                                               |
| SP 207                | Birago - Roncello                                                     |
| SP 208                | Brugherio - Carugate                                                  |
| SP 209                | Cologno - Sesto San Giovanni                                          |
| SP 214                | Casorezzo - Arluno - Rho                                              |
| SP 216                | Masate - Gessate                                                      |
| SP 216 var            | variante della Cascina Cassinello                                     |
| SP 224                | Boffalora Ticino - Vittuone                                           |
| SP 224 var            | variante di Santo Stefano                                             |
| SP 225                | Boffalora Ticino - Magenta                                            |
| SP 226                | Corbetta - Cisliano                                                   |
| SP 227                | Robecco - Cisliano                                                    |
| SP 227 dir            | Robecco - Cisliano, dir. per Vittuone                                 |
| SP 228                | Corbetta - Albairate                                                  |
| SP 229                | Arluno - Pogliano                                                     |
| SP 229 dir            | Arluno - Pogliano, var.                                               |
| SP 232                | Bareggio - Cisliano                                                   |
| SP 236                | Gaggiano - Cisliano                                                   |
| SP 238                | Robecco - Corbetta                                                    |
| SP 239                | Sedriano - Vanzago - Rho                                              |
| SP 239 dir            | diramazione di Pregnana                                               |
| SP 240                | Arluno - Sedriano                                                     |
| SP 241                | Ossona - Arluno                                                       |
| SP 241 dir            | diramazione per A4                                                    |
| SP 242                | Carugate - Pessano                                                    |
| SP 245                | Cambiago - Basiano                                                    |
| SP 300                | della Fabbrica di automobili di Arese                                 |
| SP 302                | del fiume Lambro                                                      |
| SP 302 dir A          | diramazione A                                                         |
| SP 303                | della Cascina Griona                                                  |
| SP 306                | della Balossa                                                         |
| SP ex SS 11 est       | Padana superiore                                                      |
| SP ex SS 11 ovest     | Padana superiore                                                      |
| SP ex SS 412          | della Val Tidone                                                      |
| SP ex SS 415          | Paullese                                                              |
| SP ex SS 494          | Vigevanese                                                            |
| SP ex SS 525          | del Brembo                                                            |